# Flabellum chunii
Espèce
Statut CITES
Flabellum chunii est une espèce de coraux appartenant à la famille des Flabellidae.